# Teucholabis (Euparatropesa) clavistyla
Teucholabis (Euparatropesa) clavistyla is een tweevleugelige uit de familie steltmuggen (Limoniidae). De soort komt voor in het Neotropisch gebied.